# Uskolisni šupljozub
Uskolisni šupljozub (uskolisna kacigarka, lat. Galeopsis angustifolia), jedna od desetak vrsta medićevki iz roda šupljozuba ili kacigargi. Raste po velikim diječlovima Europe, uključujući i Hrvatsku, dok je u Švedsku, Irsku i Wisconsin uvezena. U Maroku je nestala.